# Portamento (musica)
Per portamento si intende una sorta di piccolo glissando (ossia il passaggio da una nota all'altra non avviene per semitoni ma per innalzamento o abbassamento progressivo dell'intonazione per sfumatura senza gradini netti) che collega due note usato dai musicisti come mezzo espressivo e interpretativo. Portamento e glissando sono due facce della stessa medaglia: il primo è solamente un più o meno rapido collegamento fra due note assimilabile a un abbellimento, mentre il secondo, all'opposto, è un effetto che mette in evidenza proprio il passaggio cromatico che collega i due estremi. Il termine è nato e spesso è ancora utilizzato per indicare i glissati fra due note nella tecnica vocale (portamento di voce). Il portamento, come il glissando, è, per motivi intrinseci, possibile solo nella voce, negli strumenti ad arco, negli strumenti a fiato che abbiano dei fori chiusi direttamente dai polpastrelli senza intermediazione di chiavi e nel trombone a coulisse. Gli strumenti a fiato che hanno chiavi per ogni foro (ad esempio il flauto traverso, il saxofono o l'oboe) riccorrono alla scala cromatica oppure a tecniche particolari per ottenere la fluidità dell'intonazione.
A volte viene segnato dal compositore con le stesse modalità indicate per il glissando ma con l'abbreviazione port. in luogo di gliss..